# Antibakterielle photodynamische Therapie
Bei der antibakteriellen photodynamischen Therapie (aPDT), auch photoaktivierte Desinfektion genannt, handelt es sich um ein neues in der Zahnmedizin verwendetes Verfahren zur unterstützenden Behandlung von bakteriellen Infektionen bei Parodontitis. Wie bei der photodynamischen Therapie in anderen Fachbereichen kommt dabei Licht in Kombination mit einer lichtaktivierbaren Substanz, einem so genannten Photosensibilisator und vorhandenem Luftsauerstoff zum Einsatz.
Der Theorie zufolge soll die PDT vor allem gegen Bakterien in Biofilmen wirken, in die konventionell angewendete Antibiotika schlecht eindringen können. Klinischen Phase-I-Studien an wenigen Patienten zufolge soll die Methode möglicherweise kurzfristig bessere Ergebnisse als die alleinige Standardbehandlung (Débridement und Wurzelglättung) erbringen, allerdings waren die Unterschiede nicht immer signifikant. Ein Entfernen von Konkrementen wird jedoch unverändert empfohlen, da die bakterielle Rekolonisation sonst schneller erfolgt. Als weitere mögliche Einsatzgebiete werden Karies, Infektionen der Mundhöhle, und Periimplantitis (Infizierte Zahnimplantate) diskutiert. Ein aktuelles Lehrbuch für Kieferchirurgie empfiehlt den Einsatz bei Wundheilungsstörungen bei der Bisphosphonatassoziierten Knochennekrose.
Größere kontrollierte Studien oder Metaanalysen liegen nicht vor (Stand 2014). Obwohl das Konzept plausibel erscheint, sind einige Fragen ungeklärt. Die wissenschaftlichen Zentren zögern, Studien mit großen Fallzahlen aufzulegen. Auch wenn die Datenlage vielversprechend ist, sind die Geräte und Methoden für eine generelle Anwendungsempfehlung nicht ausgereift genug.

## Weitere Anwendungsgebiete
Einige Photosensibilisatoren wurden chemisch so modifiziert, dass sie aktiv, durch eine enzymkatalisierte Reaktion, in die Membran von Mykobakterien eingebaut werden. Diese Moleküle zeigen vielversprechende in-vitro-Aktivität und sind potenzielle Kandidaten für ein zielgerichtetes Wirkstoffdesign.
Darüber hinaus hat die antibakterielle photodynamische Therapie das Potenzial, multiresistente pathogene Bakterien sehr effektiv abzutöten, und ist bekannt für ihr geringes Potenzial, Arzneimittelresistenzen bei Bakterien zu induzieren, die sich gegenüber der herkömmlichen Antibiotikatherapie schnell entwickeln können.

## Verfahren
Bakteriell infizierte Bereiche, zum Beispiel Zahnfleisch- und Knochentaschen, Wundflächen oder Wurzelkanäle werden zunächst professionell gereinigt, um die Beläge und krankes Gewebe bestmöglich zu entfernen. Danach werden die Biofilme in diesen Bereichen und die enthaltenen entzündungsauslösenden Mikroorganismen mit Hilfe einer speziellen Farbstofflösung, dem Photosensitizer, angefärbt und schließlich mit einem Niedrigenergielaser belichtet. Die ausgelöste photodynamische Reaktion führt zur Bildung von Singulettsauerstoff (O12), einem aggressiven Sauerstoff, der die Bakterienwand und damit das Bakterium zerstört.
Das Verfahren gilt als schmerz- und nebenwirkungsfrei, da O12 nur 0,1 µm diffundiert und äußerst kurzlebig (10−9 Sekunden) ist.